# Indiana Pacers 1974-1975
La stagione 1974-75 degli Indiana Pacers fu l'8ª nella ABA per la franchigia.
Gli Indiana Pacers arrivarono terzi nella Western Division con un record di 45-39. Nei play-off vinsero la semifinale di division con i San Antonio Spurs (4-2), la finale di division con i Denver Nuggets (4-3), perdendo poi la finale ABA con i Kentucky Colonels (4-1).

## Roster
| \| Pos. \| Num. \| Naz. \| Nome \| Altezza \| Peso \| Data nascita \| Provenienza \| \| ---- \| ---- \| ---- \| ---------------- \| ------- \| ------ \| ------------ \| -------------------- \| \| G/AP \| 1 \| \| Brown, Roger \| 196 cm \| 93 kg \| 22-05-1942 \| Dayton \| \| G \| 10 \| \| Buse, Don \| 193 cm \| 86 kg \| 10-08-1950 \| Evansville \| \| A \| 35 \| \| Edge, Charles \| 198 cm \| 95 kg \| 23-02-1950 \| LeMoyne-Owen College \| \| A/C \| 41 \| \| Elmore, Len \| 206 cm \| 100 kg \| 28-03-1952 \| Maryland \| \| A/C \| 20 \| \| Hillman, Darnell \| 206 cm \| 98 kg \| 29-08-1949 \| San José State \| \| G \| 43 \| \| Joyce, Kevin \| 191 cm \| 86 kg \| 27-06-1951 \| South Carolina \| \| G \| 11 \| \| Keller, Bill \| 178 cm \| 80 kg \| 30-08-1947 \| Purdue \| \| G/AP \| 25 \| \| Knight, Billy \| 198 cm \| 88 kg \| 09-06-1952 \| Pittsburgh \| \| A/C \| 30 \| \| McGinnis, George \| 203 cm \| 107 kg \| 12-08-1950 \| Indiana \| \| A/C \| 24 \| \| Netolicky, Bob \| 206 cm \| 100 kg \| 02-08-1942 \| Drake University \| \| G/AP \| 4 \| \| Neumann, Johnny \| 198 cm \| 91 kg \| 11-09-1951 \| Mississippi \| \| G \| 6 \| \| Pack, Wayne \| 183 cm \| 75 kg \| 05-07-1950 \| Tennessee Tech \| | Allenatore - Slick Leonard Assistente/i - Jerry Oliver (Vice-allenatore) - David Craig (Preparatore atletico) Legenda - (C) Capitano - (FA) Free agent - (S) Sospeso - (TW) Contratto Two-way - (GL) Assegnato a squadra G League affiliata - Infortunato |                        |                  |         |        |              |                      |
| Pos. | Num. | Naz.                   | Nome             | Altezza | Peso   | Data nascita | Provenienza          |
| G/AP | 1 | Stati Uniti (bandiera) | Brown, Roger     | 196 cm  | 93 kg  | 22-05-1942   | Dayton               |
| G | 10 | Stati Uniti (bandiera) | Buse, Don        | 193 cm  | 86 kg  | 10-08-1950   | Evansville           |
| A | 35 | Stati Uniti (bandiera) | Edge, Charles    | 198 cm  | 95 kg  | 23-02-1950   | LeMoyne-Owen College |
| A/C | 41 | Stati Uniti (bandiera) | Elmore, Len      | 206 cm  | 100 kg | 28-03-1952   | Maryland             |
| A/C | 20 | Stati Uniti (bandiera) | Hillman, Darnell | 206 cm  | 98 kg  | 29-08-1949   | San José State       |
| G | 43 | Stati Uniti (bandiera) | Joyce, Kevin     | 191 cm  | 86 kg  | 27-06-1951   | South Carolina       |
| G | 11 | Stati Uniti (bandiera) | Keller, Bill     | 178 cm  | 80 kg  | 30-08-1947   | Purdue               |
| G/AP | 25 | Stati Uniti (bandiera) | Knight, Billy    | 198 cm  | 88 kg  | 09-06-1952   | Pittsburgh           |
| A/C | 30 | Stati Uniti (bandiera) | McGinnis, George | 203 cm  | 107 kg | 12-08-1950   | Indiana              |
| A/C | 24 | Stati Uniti (bandiera) | Netolicky, Bob   | 206 cm  | 100 kg | 02-08-1942   | Drake University     |
| G/AP | 4 | Stati Uniti (bandiera) | Neumann, Johnny  | 198 cm  | 91 kg  | 11-09-1951   | Mississippi          |
| G | 6 | Stati Uniti (bandiera) | Pack, Wayne      | 183 cm  | 75 kg  | 05-07-1950   | Tennessee Tech       |

## Staff tecnico
- Allenatore: Slick Leonard
- Vice-allenatore: Jerry Oliver
- Preparatore atletico: David Craig